# Olympische Sommerspiele 2008/Teilnehmer (Dominikanische Republik)
| Gelbes Symbol für Goldmedaillen mit stilisierten Olympischen Ringen | Graues Symbol für Silbermedaillen mit stilisierten Olympischen Ringen | Braundes Symbol für Bronzemedaillen mit stilisierten Olympischen Ringen |
| ------------------------------------------------------------------- | --------------------------------------------------------------------- | ----------------------------------------------------------------------- |
| 1                                                                   | 1                                                                     | —                                                                       |

Die Dominikanische Republik nahm bei den Olympischen Spielen 2008 in Peking zum zwölften Mal an einem olympischen Sommerturnier teil. Benannt wurden die teilnehmenden Athleten vom Comité Olímpico Dominicano. Insgesamt nahmen 25 Athleten in acht Sportarten teil.
Als Flaggenträger wurden bei der Eröffnung Hürdenläufer Félix Sánchez und beim Abschluss Boxer Félix Díaz bestimmt.
Insgesamt konnten zwei Athleten Medaillen erringen: Boxer Félix Díaz Gold im Halbweltergewicht und Taekwondoin Yulis Mercedes Silber im Fliegengewicht. Damit landete die Dominikanische Republik auf Platz 46 im Medaillenspiegel der Olympischen Sommerspiele 2008.

## Medaillen

### Medaillenspiegel
| Medaillenspiegel Dominikanische Republik |           |                              |                           |                           |        |
| Platz                                    | Sportart  | Goldmedaille – Olympiasieger | Silbermedaille – 2. Platz | Bronzemedaille – 3. Platz | Gesamt |
| 1                                        | Boxen     | 1                            | 0                         | 0                         | 1      |
| 2                                        | Taekwondo | 0                            | 1                         | 0                         | 1      |

### Medaillengewinner

#### Gold
| Name       | Sportart | Wettkampf         |
| ---------- | -------- | ----------------- |
| Félix Díaz | Boxen    | Halbweltergewicht |

#### Silber
| Name           | Sportart  | Wettkampf      |
| -------------- | --------- | -------------- |
| Yulis Mercedes | Taekwondo | Fliegengewicht |

## Teilnehmer nach Sportarten

### Boxen
Insgesamt konnten sich sechs Boxer qualifizieren. Argenis Casimiro war der einzige, der sich bei den Boxweltmeisterschaften 2007 qualifizierte. Juan Carlos Payano qualifizierte sich über die ersten Kontinental-Qualifikationsmeisterschaften für Amerika, der Rest beim zweiten.
| Athlet                 | Wettkampf                    | Runde 1       | Runde 1  | Achtelfinale  | Achtelfinale  | Viertelfinale | Viertelfinale | Halbfinale    | Halbfinale    | Finale        | Finale        | Endstand |
| Athlet                 | Wettkampf                    | Gegner        | Ergebnis | Gegner        | Ergebnis      | Gegner        | Ergebnis      | Gegner        | Ergebnis      | Gegner        | Ergebnis      | Platz    |
| ---------------------- | ---------------------------- | ------------- | -------- | ------------- | ------------- | ------------- | ------------- | ------------- | ------------- | ------------- | ------------- | -------- |
| Männer                 |                              |               |          |               |               |               |               |               |               |               |               |          |
| Winston Mendez         | Halbfliegengewicht (< 48 kg) | Bilali        | 9:3      | Ruenroeng     | 3:7           | ausgeschieden | ausgeschieden | ausgeschieden | ausgeschieden | ausgeschieden | ausgeschieden | 16.      |
| Juan Carlos Payano     | Fliegengewicht (< 51 kg)     | Thomas        | Picardi  | 4:8           | ausgeschieden | ausgeschieden | ausgeschieden | ausgeschieden | ausgeschieden | ausgeschieden | 16.           |          |
| Roberto Navarro        | Federgewicht (< 57 kg)       | Porozo        | 3:3+     | ausgeschieden | ausgeschieden | ausgeschieden | ausgeschieden | ausgeschieden | ausgeschieden | ausgeschieden | ausgeschieden | 17       |
| Félix Díaz             | Halbweltergewicht (< 64 kg)  | Hambardzumyan | 11:4     | Joyce         | 11+:11        | Sepahvand     | 11:6          | Vastine       | 12:10         | Boonjumnong   | 12:4          | Gold     |
| Gilbert Lenin Castillo | Weltergewicht (< 69 kg)      | Stretskyy     | 6:9      | ausgeschieden | ausgeschieden | ausgeschieden | ausgeschieden | ausgeschieden | ausgeschieden | ausgeschieden | ausgeschieden | 17       |
| Argenis Casimiro       | Mittelgewicht (< 75 kg)      | Freilos       | Freilos  | Blanco        | 7:18          | ausgeschieden | ausgeschieden | ausgeschieden | ausgeschieden | ausgeschieden | ausgeschieden | 9        |

### Gewichtheben
| Athlet             | Wettkampf        | Reißen  | Reißen | Stoßen  | Stoßen | Gesamt  | Rang |
| Athlet             | Wettkampf        | Gewicht | Rang   | Gewicht | Rang   | Gewicht | Rang |
| ------------------ | ---------------- | ------- | ------ | ------- | ------ | ------- | ---- |
| Frauen             |                  |         |        |         |        |         |      |
| Yuderqui Contreras | Klasse bis 53 kg | 93 kg   | 4      | 111 kg  | 5      | 204 kg  | 5    |

### Judo
| Athlet       | Wettkampf  | Vorrunde | Vorrunde    | Runde 1       | Runde 1       | Achtelfinale  | Achtelfinale  | Viertelfinale | Viertelfinale | Halbfinale    | Halbfinale    | Hoffnungsrunde Achtelfinale | Hoffnungsrunde Achtelfinale | Hoffnungsrunde Viertelfinale | Hoffnungsrunde Viertelfinale | Hoffnungsrunde Halbfinale | Hoffnungsrunde Halbfinale | Finale        | Finale        | Rang          |               |
| Athlet       | Wettkampf  | Gegner   | Ergebnis    | Gegner        | Ergebnis      | Gegner        | Ergebnis      | Gegner        | Ergebnis      | Gegner        | Ergebnis      | Gegner                      | Ergebnis                    | Gegner                       | Ergebnis                     | Gegner                    | Ergebnis                  | Gegner        | Ergebnis      | Rang          |               |
| ------------ | ---------- | -------- | ----------- | ------------- | ------------- | ------------- | ------------- | ------------- | ------------- | ------------- | ------------- | --------------------------- | --------------------------- | ---------------------------- | ---------------------------- | ------------------------- | ------------------------- | ------------- | ------------- | ------------- | ------------- |
| Frauen       |            |          |             |               |               |               |               |               |               |               |               |                             |                             |                              |                              |                           |                           |               |               |               |               |
| María García | bis 52 kg  | Freilos  | Freilos     | Fernandes     | 0010 - 0001   | Kyung-ok      | 0000 - 1003   | ausgeschieden | ausgeschieden | ausgeschieden | ausgeschieden | ausgeschieden               | ausgeschieden               | ausgeschieden                | ausgeschieden                | ausgeschieden             | ausgeschieden             | ausgeschieden | ausgeschieden | ausgeschieden |               |
| Männer       |            |          |             |               |               |               |               |               |               |               |               |                             |                             |                              |                              |                           |                           |               |               |               |               |
| Juan Jacinto | bis 66 kg  | Freilos  | Freilos     | Uchishiba     | 0000 - 1001   | ausgeschieden | ausgeschieden | ausgeschieden | ausgeschieden | ausgeschieden | ausgeschieden | Miresmaeili                 | 0000 - 0011                 | ausgeschieden                | ausgeschieden                | ausgeschieden             | ausgeschieden             | ausgeschieden | ausgeschieden | ausgeschieden | ausgeschieden |
| Teófilo Diek | bis 100 kg | Morgan   | 0000 - 1001 | ausgeschieden | ausgeschieden | ausgeschieden | ausgeschieden | ausgeschieden | ausgeschieden | ausgeschieden | ausgeschieden | ausgeschieden               | ausgeschieden               | ausgeschieden                | ausgeschieden                | ausgeschieden             | ausgeschieden             | ausgeschieden | ausgeschieden | ausgeschieden |               |

### Leichtathletik
Laufen und Gehen
| Athleten                                                                | Wettbewerb        | Vorlauf   | Vorlauf | Viertelfinale | Viertelfinale | Halbfinale    | Halbfinale    | Finale        | Finale        | Rang          |
| Athleten                                                                | Wettbewerb        | Zeit      | Rang    | Zeit          | Rang          | Zeit          | Rang          | Zeit          | Rang          | Rang          |
| ----------------------------------------------------------------------- | ----------------- | --------- | ------- | ------------- | ------------- | ------------- | ------------- | ------------- | ------------- | ------------- |
| Frauen                                                                  |                   |           |         |               |               |               |               |               |               |               |
| Mariely Sánchez                                                         | 200 m             | 24,05 s   | 6       | ausgeschieden | ausgeschieden | ausgeschieden | ausgeschieden | ausgeschieden | ausgeschieden | ausgeschieden |
| Männer                                                                  |                   |           |         |               |               |               |               |               |               |               |
| Arismendy Peguero                                                       | 400 m             | 46,28 s   | 6       | ausgeschieden | ausgeschieden | ausgeschieden | ausgeschieden | ausgeschieden | ausgeschieden | ausgeschieden |
| Félix Sánchez                                                           | 400 m Hürden      | 51,10     | 5       | ausgeschieden | ausgeschieden | ausgeschieden | ausgeschieden | ausgeschieden | ausgeschieden | ausgeschieden |
| Joel Báez Pedro Mejía Arismendy Peguero Carlos Yohelin Santa Yoel Tapia | 4 × 400-m-Staffel | 3:03,31 s | 8       | ausgeschieden | ausgeschieden | ausgeschieden | ausgeschieden | ausgeschieden | ausgeschieden | ausgeschieden |

### Schießen
| Athleten       | Wettbewerb | Qualifikation   | Qualifikation | Finale          | Finale        | Rang |
| Athleten       | Wettbewerb | Ringe/ Scheiben | Rang          | Ringe/ Scheiben | Rang          | Rang |
| -------------- | ---------- | --------------- | ------------- | --------------- | ------------- | ---- |
| Männer         |            |                 |               |                 |               |      |
| Julio Dujarric | Skeet      | 110             | 31            | ausgeschieden   | ausgeschieden | 21   |

### Schwimmen
| Athleten      | Wettbewerb    | Vorlauf | Vorlauf | Halbfinale    | Halbfinale    | Finale        | Finale        | Rang |
| Athleten      | Wettbewerb    | Zeit    | Rang    | Zeit          | Rang          | Zeit          | Rang          | Rang |
| ------------- | ------------- | ------- | ------- | ------------- | ------------- | ------------- | ------------- | ---- |
| Männer        |               |         |         |               |               |               |               |      |
| Jacinto Ayala | 50 m Freistil | 22,57 s | 34      | ausgeschieden | ausgeschieden | ausgeschieden | ausgeschieden | 34   |

### Segeln
| Athleten    | Wettbewerb | Rennen | Rennen | Rennen | Rennen | Rennen | Rennen | Rennen | Rennen | Rennen | Rennen      | Rennen | Rennen | Rennen | Rennen | Rennen | Rennen        | Net Punkte | Rang |
| Athleten    | Wettbewerb | 1      | 2      | 3      | 4      | 5      | 6      | 7      | 8      | 9      | 10          | 11     | 12     | 13     | 14     | 15     | Medaillen     | Net Punkte | Rang |
| ----------- | ---------- | ------ | ------ | ------ | ------ | ------ | ------ | ------ | ------ | ------ | ----------- | ------ | ------ | ------ | ------ | ------ | ------------- | ---------- | ---- |
| Männer      |            |        |        |        |        |        |        |        |        |        |             |        |        |        |        |        |               |            |      |
| Raul Aguayo | Laser      | 37     | 30     | 35     | 38     | 34     | 28     | 29     | 36     | 29     | ausgefallen | –      | –      | –      | –      | –      | ausgeschieden | 258        | 40   |

### Taekwondo
| Athlet         | Wettkampf        | Achtelfinale | Achtelfinale | Viertelfinale | Viertelfinale | Halbfinale         | Halbfinale | Hoffnungsrunde | Hoffnungsrunde | Finale/Kampf um Bronze | Finale/Kampf um Bronze | Rang   |
| Athlet         | Wettkampf        | Gegner       | Ergebnis     | Gegner        | Ergebnis      | Gegner             | Ergebnis   | Gegner         | Ergebnis       | Gegner                 | Ergebnis               | Rang   |
| -------------- | ---------------- | ------------ | ------------ | ------------- | ------------- | ------------------ | ---------- | -------------- | -------------- | ---------------------- | ---------------------- | ------ |
| Männer         |                  |              |              |               |               |                    |            |                |                |                        |                        |        |
| Yulis Mercedes | Klasse bis 58 kg | Pedro Póvoa  | 3:0          | Chu Mu-yen    | 3:2           | Juan Antonio Ramos | 3:2        | –              | –              | Guillermo Pérez        | 1:1 SUP                | Silber |

### Tischtennis
| Athleten                        | Wettbewerb | Vorrunde             | Vorrunde | 1. Runde         | 1. Runde | 2. Runde          | 2. Runde      | 3. Runde      | 3. Runde      | Achtelfinale  | Achtelfinale  | Viertelfinale | Viertelfinale | Halbfinale    | Halbfinale    | Finale        | Finale        | Rang |
| Athleten                        | Wettbewerb | Gegner               | Ergebnis | Gegner           | Ergebnis | Gegner            | Ergebnis      | Gegner        | Ergebnis      | Gegner        | Ergebnis      | Gegner        | Ergebnis      | Gegner        | Ergebnis      | Gegner        | Ergebnis      | Rang |
| ------------------------------- | ---------- | -------------------- | -------- | ---------------- | -------- | ----------------- | ------------- | ------------- | ------------- | ------------- | ------------- | ------------- | ------------- | ------------- | ------------- | ------------- | ------------- | ---- |
| Frauen                          |            |                      |          |                  |          |                   |               |               |               |               |               |               |               |               |               |               |               |      |
| Lian Quian                      | Einzel     | Victorine Agum Fomum | 4:0      | Nanthana Komwong | 1:4      | ausgeschieden     | ausgeschieden | ausgeschieden | ausgeschieden | ausgeschieden | ausgeschieden | ausgeschieden | ausgeschieden | ausgeschieden | ausgeschieden | ausgeschieden | ausgeschieden | 60   |
| Wu Xue                          | Einzel     | Freilos              | Freilos  | Freilos          | Freilos  | Stephanie Xu Sang | 4:0           | Wang Yuegu    | 4:1           | Gao Jun       | 4:3           | Guo Yue       | 0-4           | ausgeschieden | ausgeschieden | ausgeschieden | ausgeschieden | 4    |
| Lian Qian Johenny Valdez Wu Xue | Mannschaft | Volksrepublik China  | 0:3      | –                | –        | –                 | –             | –             | –             | –             | –             | –             | –             | ausgeschieden | ausgeschieden | ausgeschieden | ausgeschieden | 9    |
| Lian Qian Johenny Valdez Wu Xue | Mannschaft | Österreich           | 0:3      | –                | –        | –                 | –             | –             | –             | –             | –             | –             | –             | ausgeschieden | ausgeschieden | ausgeschieden | ausgeschieden | 9    |
| Lian Qian Johenny Valdez Wu Xue | Mannschaft | Kroatien             | 1:3      | –                | –        | –                 | –             | –             | –             | –             | –             | –             | –             | ausgeschieden | ausgeschieden | ausgeschieden | ausgeschieden | 9    |
| Männer                          |            |                      |          |                  |          |                   |               |               |               |               |               |               |               |               |               |               |               |      |
| Lin Ju                          | Einzel     | Freilos              | Freilos  | Tiago Apolónia   | 4:1      | Adrian Crișan     | 1:4           | ausgeschieden | ausgeschieden | ausgeschieden | ausgeschieden | ausgeschieden | ausgeschieden | ausgeschieden | ausgeschieden | ausgeschieden | ausgeschieden | 41   |